# Metalurško-tehnološki fakultet Univerziteta u Zenici
Metalurško-tehnološki fakultet u Zenici je jedan od fakulteta u Zenici i najstarija članica Univerziteta u Zenici. Osnovan je 1961. godine kao Metalurški fakultet, a njegov primarni zadatak je bio obrazovanje metalurških inženjera za potrebe Željezare Zenica, koja je izgrađena davne 1892. godine. Fakultet je kroz istoriju više puta mijenjao naziv a od akademske 2017/2018. godine fakultet nosi trenutni naziv.

## Odsjeci
Nastava na Metalurško-tehnološkom fakultetu se odvija po bolonjskom princiou 4+3 (za prva dva ciklusa studija). 
Trenutno postoje tri studijska odsjeka:
- Metalurško inženjerstvo
- Inženjerstvo materijala (sa dva smjera)
  - Smjer za metalne materijale
  - Smjer za nemetalne materijale
- Odsjek za hemijsko inžinjerstvo

## Nastava
Plan studija obuhvata ukupno 62 nastavna predmeta, od kojih su predmeti opčih osnova usklađeni sa programima ostalih tehničkih fakulteta u BiH, dok programi stručnih predmeta određuju profil inženjera u zavisnosti od odsjeka koji se upisuje. Dodiplomski studij traje 8 semestara, a studij se završava polaganjem diplomskog ispita.

## Spoljašnje veze
- Zvanični veb-sajt